# Hamid Majd Teymouri
Hamid Majd Teymouri (ur. 3 czerwca 1953) – irański piłkarz występujący podczas kariery na pozycji napastnika.

## Kariera klubowa
Hamid Majd Teymouri karierę rozpoczynał na początku lat 70. w drużynie Bank Melli FC. W latach 1977–1985 był zawodnikiem stołecznego Shahin FC. Z Shahin zdobył Puchar Tehran Hazfi w 1981.

## Kariera reprezentacyjna
Jedyny raz w reprezentacji Iranu Teymouri wystąpił w kwietniu 1978 w towarzyskim meczu z Jugosławią.
W tym samym roku został powołany do kadry na Mistrzostwa Świata. Iran zakończył turniej na fazie grupowej a Teymouri nie rozegrał na turnieju w Argentynie żadnego meczu.